# Datana mesillae
Datana mesillae är en fjärilsart som beskrevs av Coquerell 1897. Datana mesillae ingår i släktet Datana och familjen tandspinnare. Inga underarter finns listade i Catalogue of Life.